# Нелюба
«Нелюба» («Нелюбимая») — радянський художній фільм 1991 року, знятий режисером Каріне Плуховською на студії «Популяр».

## Сюжет
Фільм складється з шести новел, які розповідають про жіночі долі.

## У ролях
- Надія Єрьоміна — головна роль
- Микита Єрьомін — головна роль

## Знімальна група
- Режисер — Каріне Плуховська
- Сценарист — Каріне Плуховська
- Оператор — Андрій Артамонов
- Композитор — Володимир Комаров
- Художник — Дмитро Алексєєв